# مسعود افشار
مسعود افشار (زاده ۱۳۴۰ - تهران) چهره‌پرداز اهل ایران است.

## فیلم‌شناسی

### طراح چهره‌پردازی
- دریاکنار (۱۳۹۳)
- ساعت شلوغی (۱۳۹۰)
- داماد خجالتی (۱۳۸۹)
- شیر و عسل (۱۳۸۸)
- احضار شدگان (۱۳۸۶)
- کلاهی برای باران (۱۳۸۵)
- مادرزن سلام (۱۳۸۵)
- چپ دست (۱۳۸۴)
- شاخه گلی برای عروس (۱۳۸۳)

### چهره‌پرداز
- مستانه (۱۳۹۳)
- خصوصی (۱۳۹۰)
- دختر شاه پریون (۱۳۸۹)
- دردسر بزرگ (۱۳۸۹)
- آقای هفت رنگ (۱۳۸۷)
- کلاغ پر (۱۳۸۶)
- مهمان (۱۳۸۵)
- ابراهیم خلیل‌الله (۱۳۸۴)
- پرونده هاوانا (۱۳۸۴)
- شارلاتان (۱۳۸۳)
- عروس فراری (۱۳۸۳)
- رز زرد (۱۳۸۱)
- عطش (۱۳۸۱)
- آواز قو (۱۳۷۹)
- شب‌های تهران (۱۳۷۹)
- دوستان (۱۳۷۸)
- زخمی (۱۳۷۶)
- پاکباخته (۱۳۷۴)
- گارد ویژه (۱۳۷۴)
- مرد آفتابی (۱۳۷۴)
- راز گل شب بو (۱۳۷۲)
- ماه عسل (۱۳۷۱)
- مجسمه (۱۳۷۱)
- هور در آتش (۱۳۷۰)
- پرواز در نهایت (۱۳۶۹)
- طوبی (۱۳۶۷)
- پرستار شب (۱۳۶۶)
- گمشدگان (۱۳۶۶)
- مکافات (۱۳۶۶)